# جون فيشر (لاعب كرة قاعدة)
جون فيشر (بالإنجليزية: John Fischer)‏ هو لاعب كرة قاعدة أمريكي، ولد في أغسطس 1855 في فيلادلفيا في الولايات المتحدة، وتوفي في 9 فبراير 1942.

## وصلات خارجية
- جون فيشر على موقعبيزبول رفرنس.كوم (الدوري الرئيسي) (الإنجليزية)
- جون فيشر على موقعبيزبول رفرنس.كوم (الدوري الثانوي) (الإنجليزية)